# Beta Monocerotis
Beta Monocerotis (Beta Mon, β Monocerotis, β Mon) je nejjasnější hvězda v souhvězdí Jednorožce. Pouhým okem se jeví jako jediná hvězda se zdánlivou hvězdnou velikostí 3,74m. V dalekohledu lze rozlišit trojhvězdný systém skládající se z hvězd hlavní posloupnosti spektrální třídy B. Nedaleko od nich se nachází další hvězda, která pravděpodobně není součástí systému.
Tři hvězdy β Monocerotis leží přibližně v přímce. Složka B je od složky A vzdálena 7" a složka C další 3". Hvězdy mají společný vlastní pohyb po obloze a velmi podobné radiální rychlosti. 
β Monocerotis je klasifikována i jako proměnná hvězda, i když není jasné, která ze tří složek způsobuje změny jasnosti. Rozsah hvězdné velikosti je udáván od 3,77 do 3,84 ve fotometrickém pásmu měření družice Hipparcos.

## Beta Monocerotis A
Beta Monocerotis A je hvězda o 7 hmotnostech Slunce a zářivém výkonu 3 200krát větším než sluneční zářivost.

## Beta Monocerotis B
Beta Monocerotis B je hvězda o 6,2 hmotnostech Slunce a zářivém výkonu 1 600krát větším než má Slunce.

## Beta Monocerotis C
Beta Monocerotis C je hvězda o 6 hmotnostech Slunce a zářivém výkonu 1 300krát větším než má Slunce.